# Pinnatella robusta
Pinnatella robusta là một loài rêu trong họ Neckeraceae. Loài này được Nog. mô tả khoa học đầu tiên năm 1935.